# Zlámanec (rybník)
Rybník Zlámanec se nachází jižně od vsi Vortová v okrese Chrudim. Leží na Vortovském potoce a je součástí přírodní památky Zlámanec, kde jsou předmětem ochrany rašelinné louky v okolí rybníka. Přístup k rybníku je cestou z Vortové, nebo ze Staré Hutě. Původně se u rybníka vyskytoval mlýn.

## Galerie

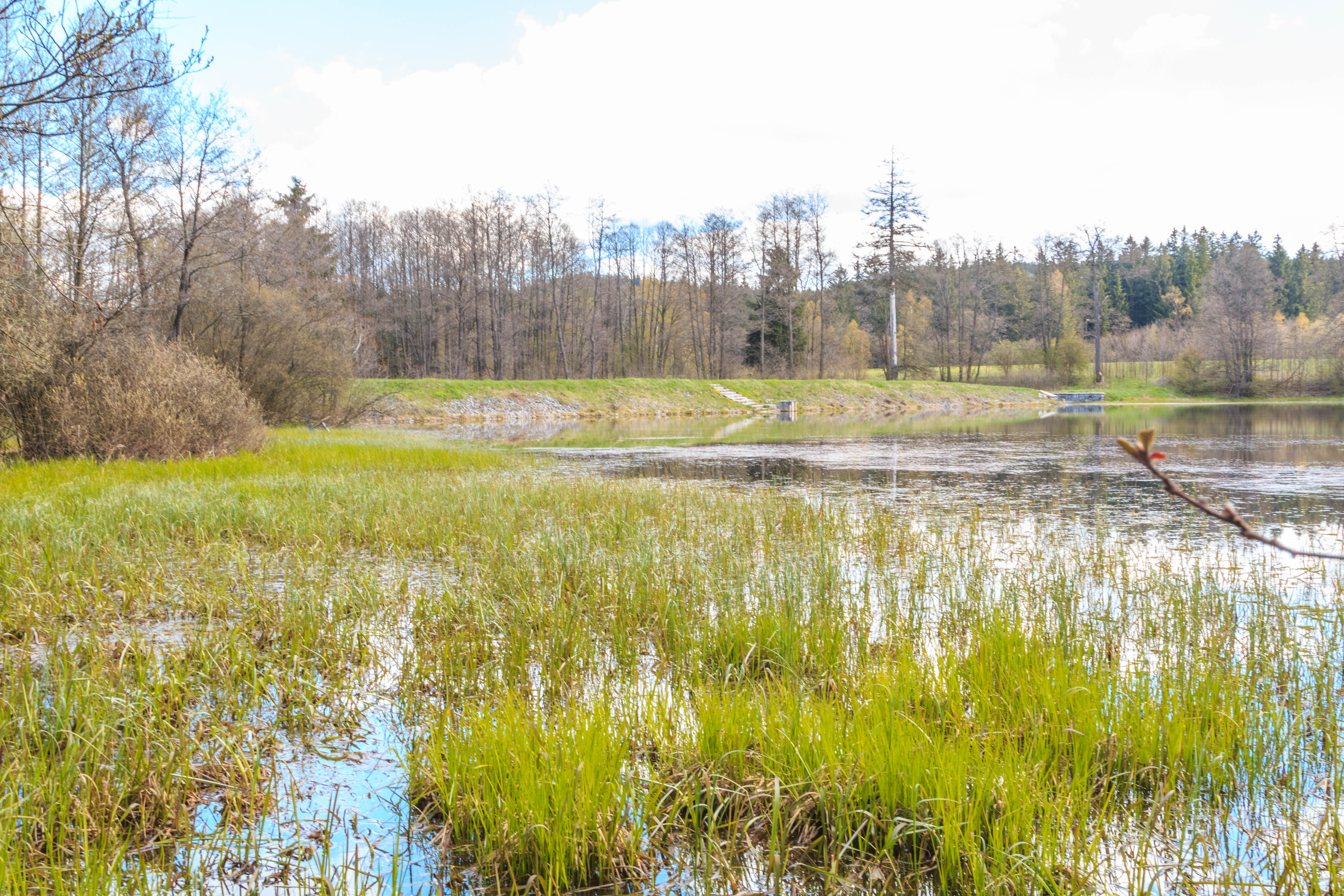
Mokřad
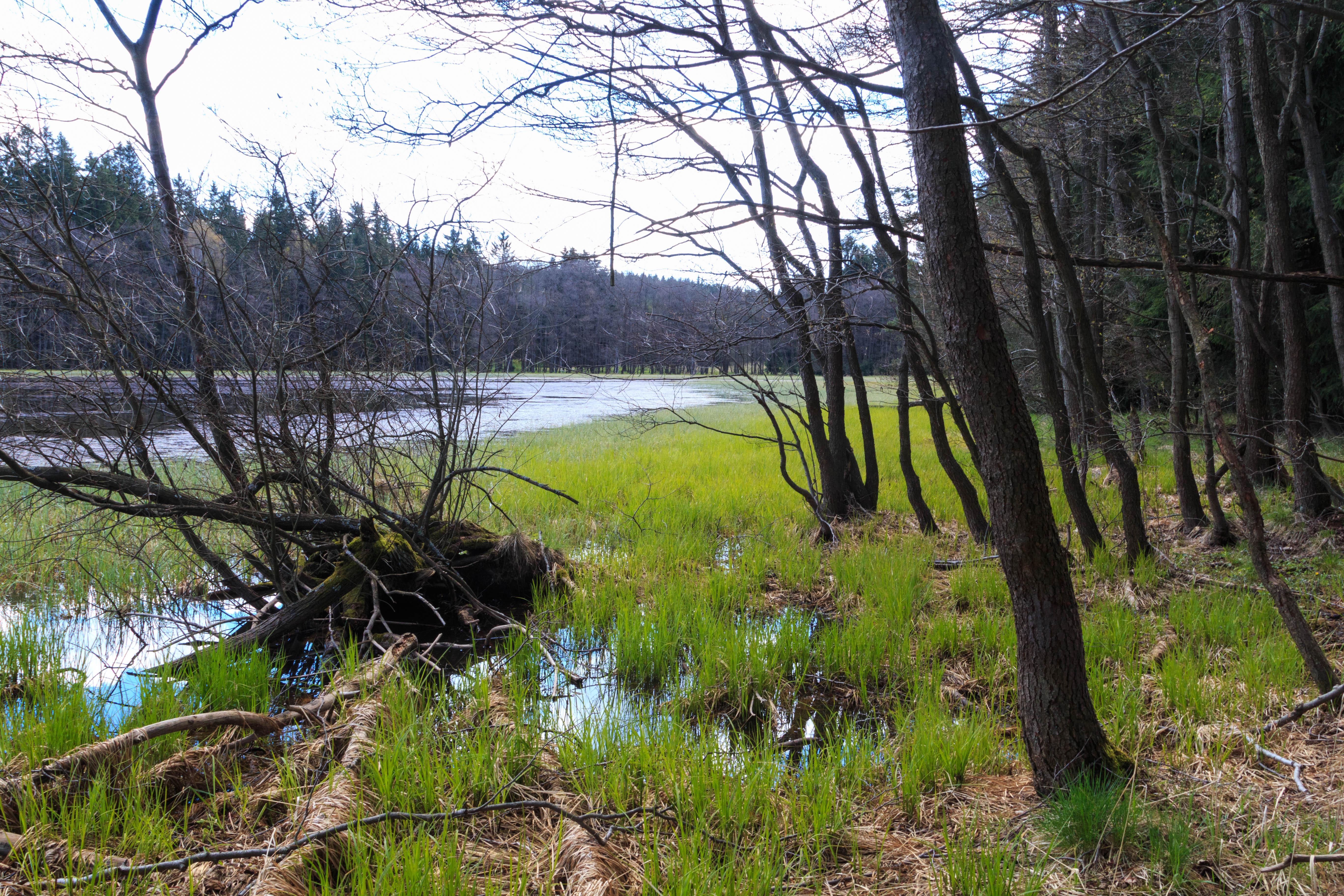
Podmáčený břeh
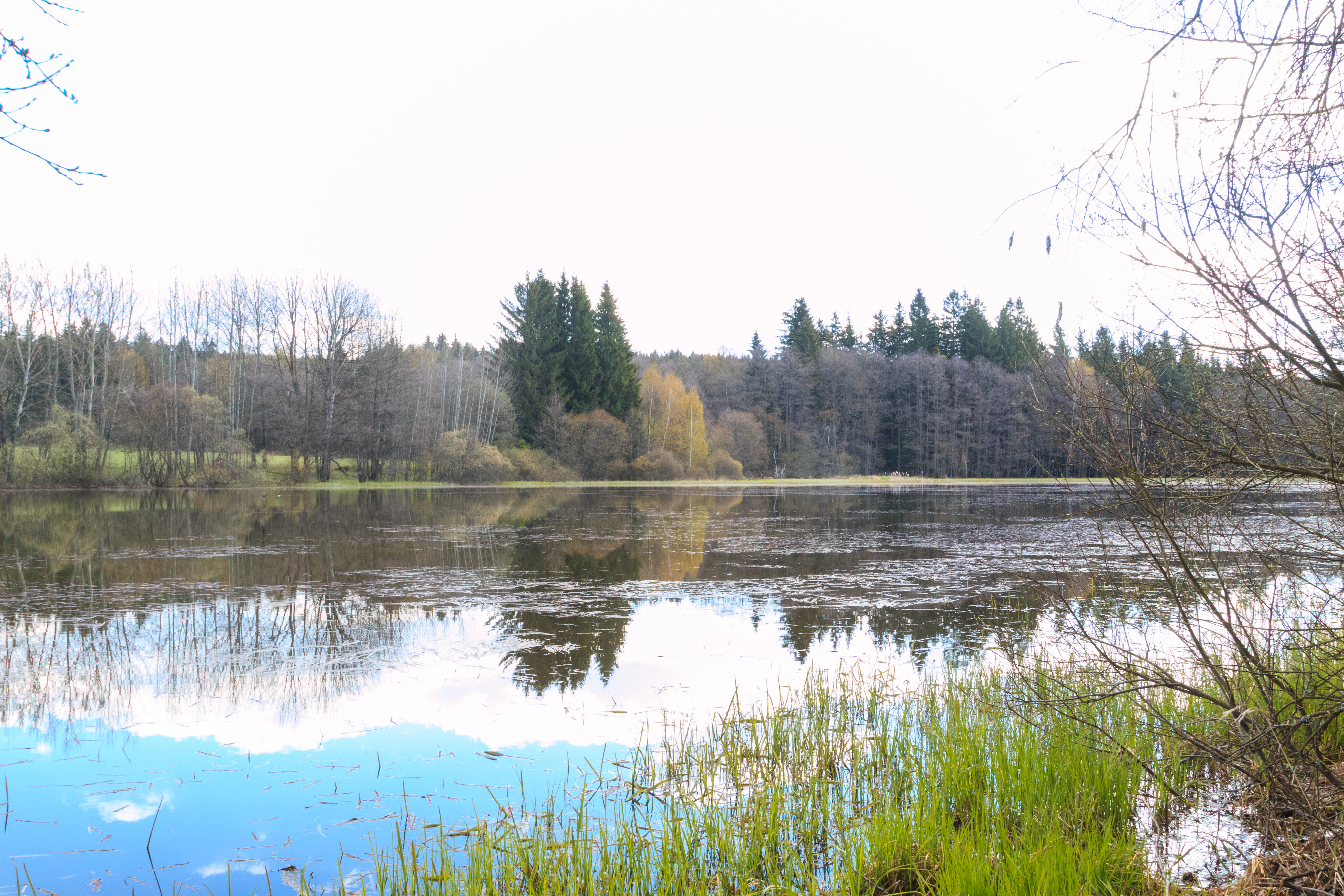
Pohled na rybník